# Euproctis suffusa
Euproctis suffusa är en fjärilsart som beskrevs av Felder 1861. Euproctis suffusa ingår i släktet Euproctis och familjen tofsspinnare. Inga underarter finns listade i Catalogue of Life.